# 白朗寧Wz. 1928自動步槍
白朗寧Wz. 1928自動步槍（英語：Browning wz. 1928）是一款先後由比利时埃斯塔勒國營工廠生產及出口，以至由波兰兵工廠波蘭國家步槍工廠特許生產的自动步枪、戰鬥步槍以及轻机枪，是白朗寧M1918的波蘭版本，亦是第二次世界大战當中波蘭所使用的輕機槍。發射7.92×57毫米毛瑟口徑步枪子彈。
在1939年9月的波蘭戰役當中，這是波蘭軍隊的排級基本支援武器。而德意志國防軍將繳獲的該機槍命名為lMG 28（p）。

## 歷史及設計
自1918年，波蘭重新獲得獨立以後，波蘭陸軍配備了從各個軍區的武裝部隊所繼承的各種機槍，以及在第一次世界大战期間用以裝備波蘭藍軍的法國及英國軍隊的裝備。使用各種各樣的輕機槍，以及它倆每挻機槍所使用的口徑不同的事實，導致部隊訓練和後勤工作成為一項艱鉅的任務。
在波蘭—布爾什維克戰爭以後，到了1923年，波蘭軍隊展開了一款新型的制式輕機槍的競標，旨在取代過去所使用的所有的輕機槍型號。競標在並無中標者的情況以下結束以後，第二年波蘭戰爭部購入了12挻白朗寧M1918自動步槍、路易士機槍（“Lewis Wz. 1923”）和哈奇开斯M1909“貝內-梅西耶”轻机枪。測試證明了美製構造的優越性，並且在1925年的競標當中選擇了由比利時國營埃斯塔勒生產的白朗寧步槍。雖然廣泛的測試仍然在繼續進行，但波蘭軍方還是訂購了一系列由比利時生產的BAR機槍，並且經過改裝以更好地滿足波蘭的需求。修改包括將口徑由.30-06春田口徑步枪子彈更改為當時是波蘭制式的7.92×57毫米毛瑟口徑步槍子彈，兩腳架的構造與安裝方式，以及機械瞄具（照門由覘孔式改為Ｖ型缺口式）。延長槍管以獲得更高的準確度，並且追加了手槍握把以便更容易瞄準。除了從埃斯塔勒國營工廠訂購的10,000挻以外，波蘭還購入了在本土生產武器的特許證。1927年，第一批Wz.28輕機槍正式投入使用，並且正式命名為7,92 mm rkm „Browning” wz. 1928（“rkm”全寫：ręczny karabin maszynowy；全意為：1928年型7.92毫米白朗寧手持式機槍）。
由於從比利時購入的許可證文件存在著嚴重缺陷，直到1930年，波蘭的本土生產才正式開始。直到1939年，大約生產了14,000挻。在生產運行期間，還導入了額外的修改。其中包括用較小型的機械瞄具版本取代原來版本，並且將槍托重新塑造成“魚尾”形狀。還有關於該武器的可更換式備用槍管的進一步研發工作；然而，由於第二次世界大戰的爆發，這項研發從未完成。
1939年，德國與蘇聯一同入侵波蘭期間，rkm Wz. 1928幾乎是所有波蘭步兵和騎兵部隊所使用的制式輕機槍。德意志國防軍繳獲了一部份波蘭生產的白朗寧機槍，並且命名為lMG 28（p）以後，直到第二次世界大战結束以前利用它倆。另一方面，紅軍也繳獲眾多該機槍，並且用在隨後的戰爭當中。

## 衍生型
rkm Wz.28被用作活動安裝式航空機槍旳研發基礎，被命名為Wz. 1937觀察員機槍（原意為：1937年型觀察員機槍），主要搭載在波蘭PZL.37「駝鹿」中型轟炸機和LWS-3「梅瓦」侦察机以上使用。

## 使用國
- 中華民國
- 希臘
- 德意志國：1939年繳獲，並且命名為lMG 28（p）。
- 巴勒斯坦：126挻。
- 波蘭：波蘭軍隊、反抗組織（英语：Polish resistance movement in World War II）。
- 苏联：1939年繳獲（主要是1930年版本）；蘇聯軍隊和民兵用於保衛莫斯科。
- 西班牙共和國：於西班牙内战期間購入。
- 西班牙：從共和黨方面繳獲。

## 圖集

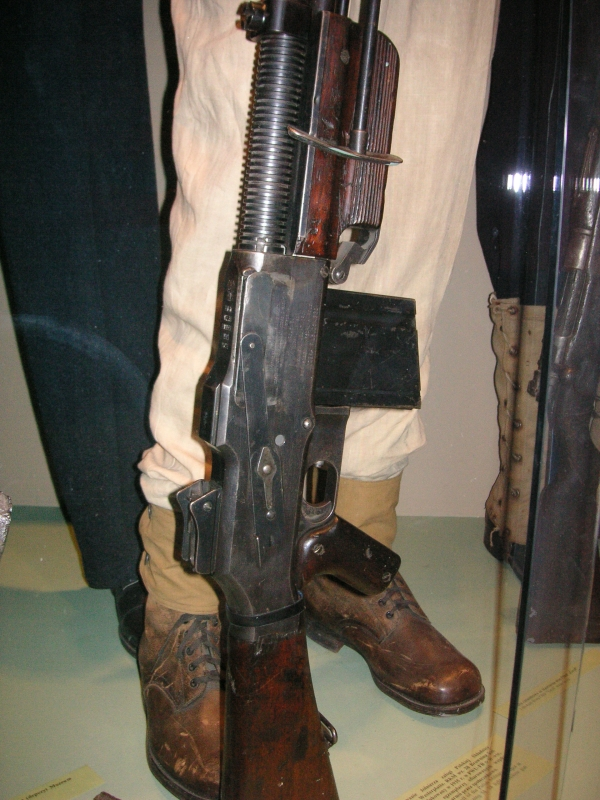
擊發機構
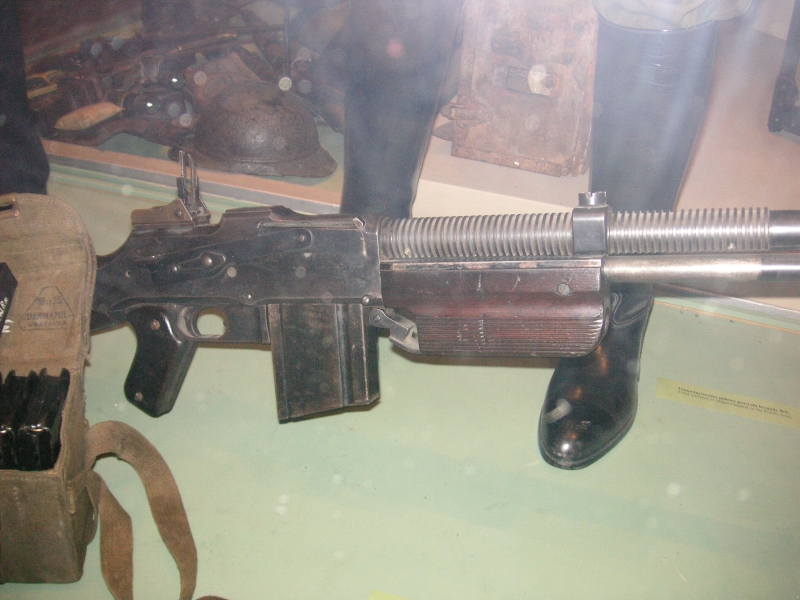
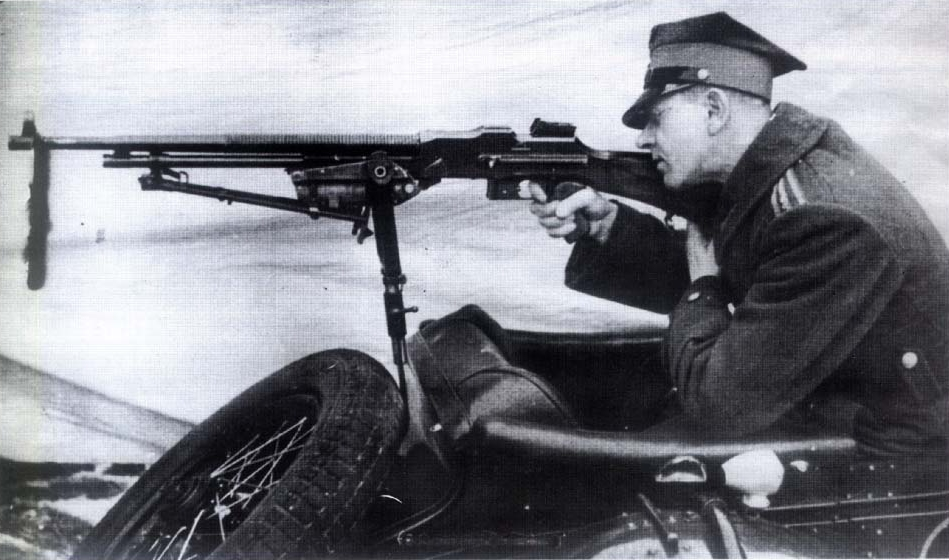
在邊車以上使用Wz. 1928的骑兵
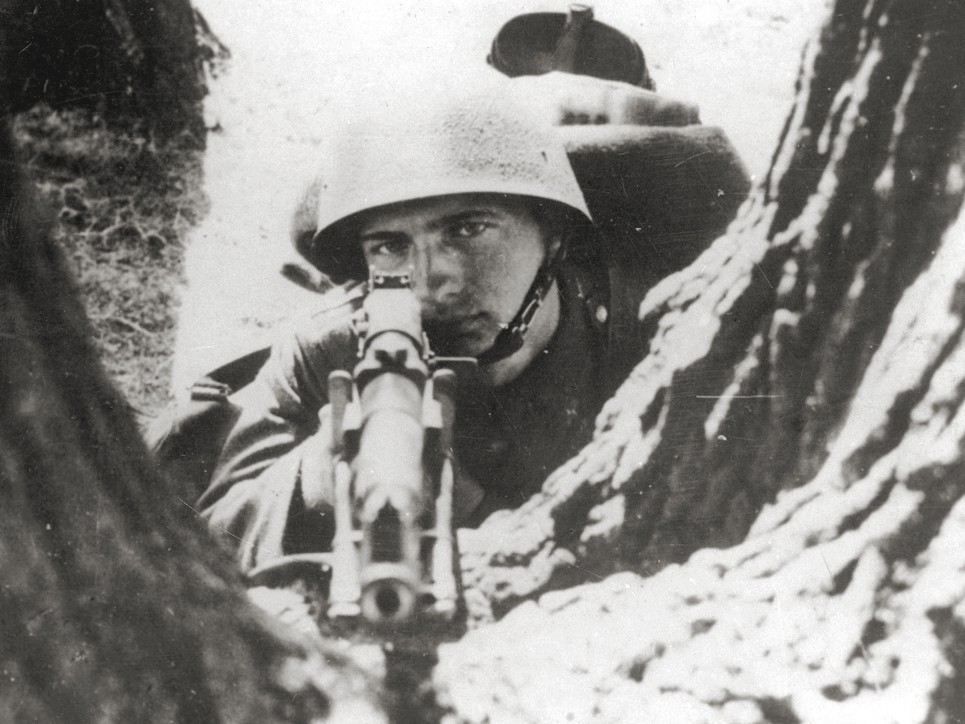
使用Wz. 1928的步兵
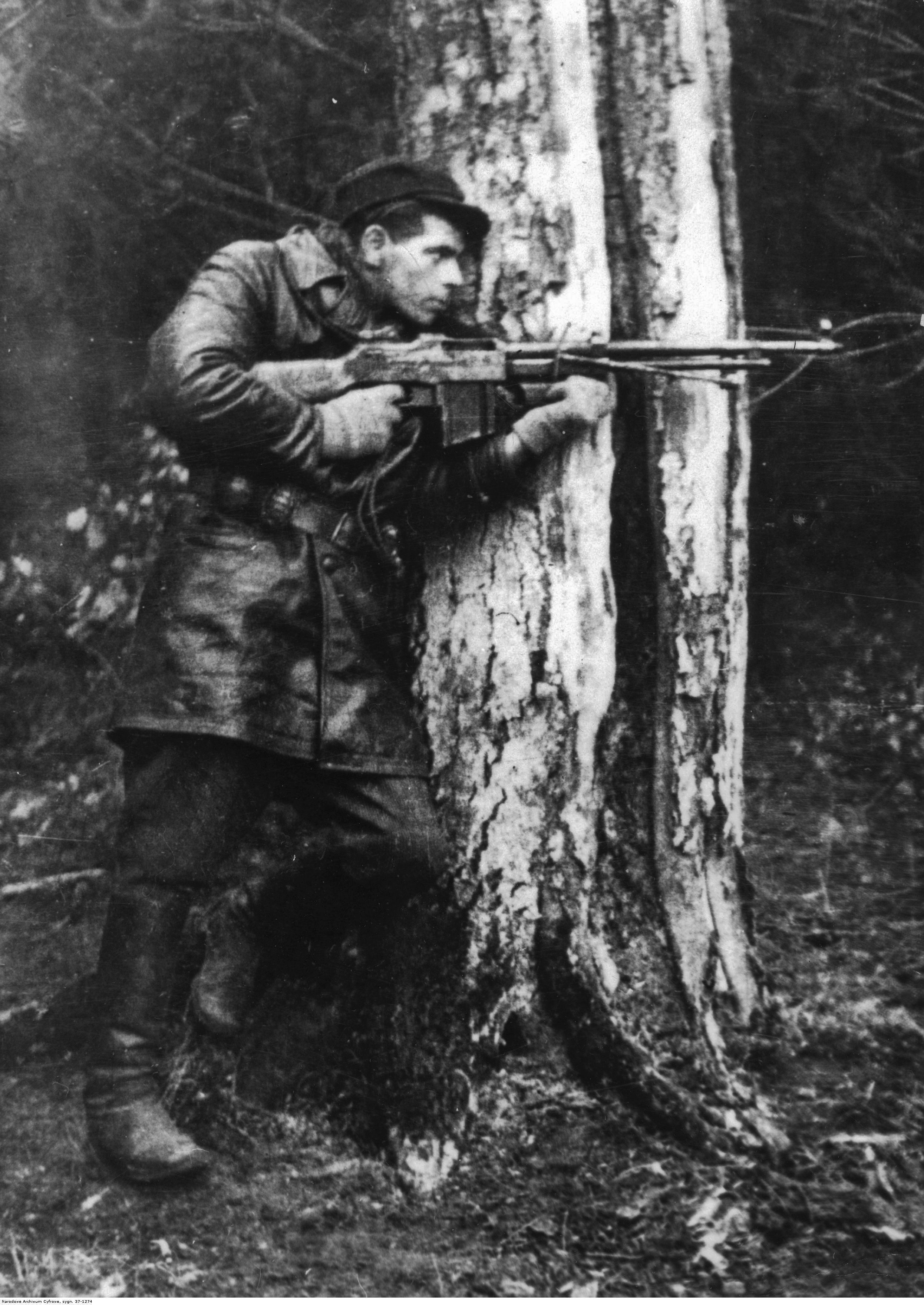
波蘭家鄉軍部隊小安德鲁游击队（英语：Jędrusie）所屬，並且裝備了Wz. 1928的反抗組織（英语：Polish resistance movement in World War II）成員。
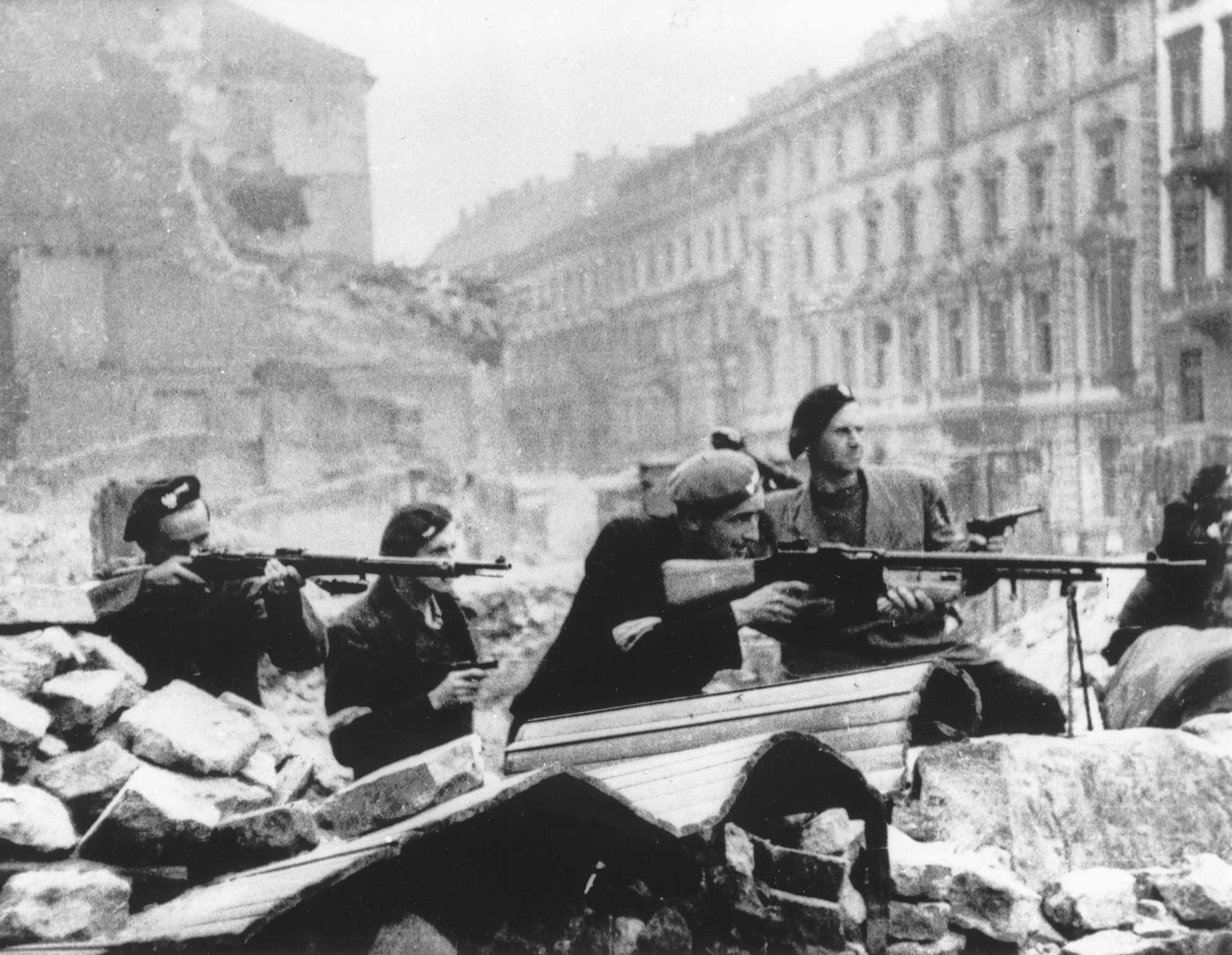
华沙起义期間，使用Wz. 1928的波蘭抵抗軍。
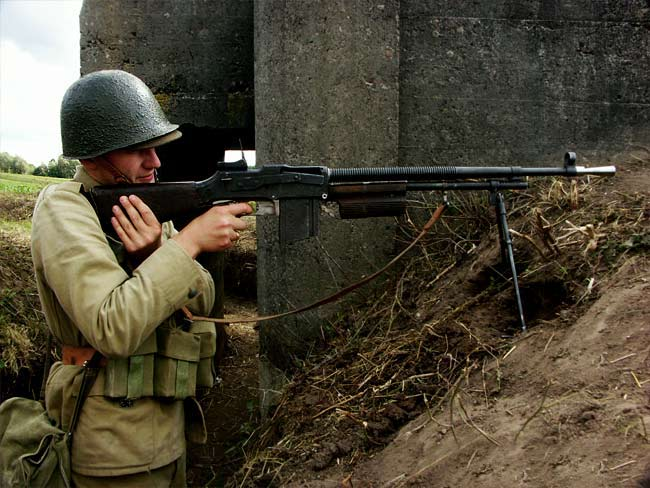
裝備Wz. 1928並且穿上統一標準時期制服的二戰重演活動參與者。
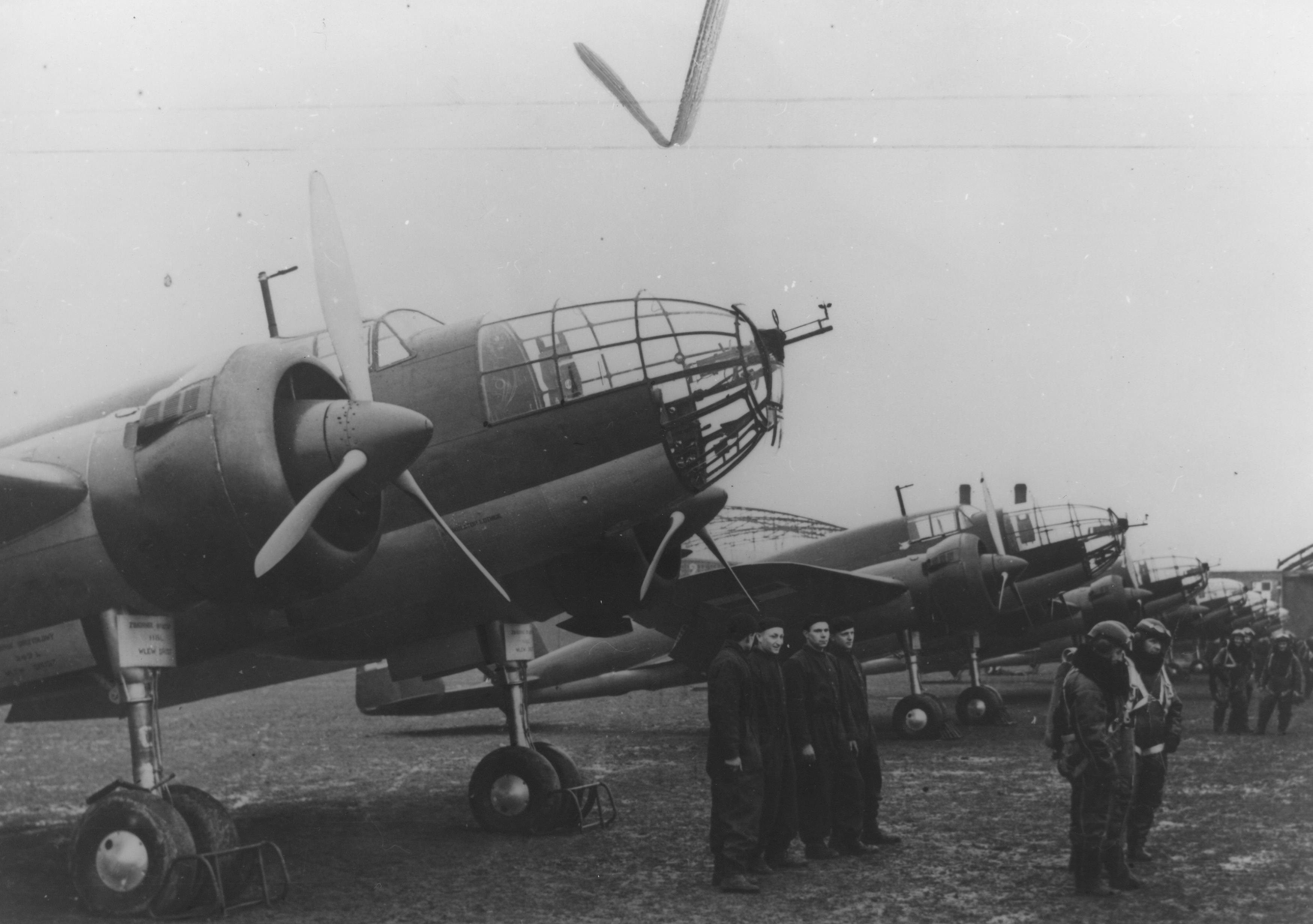
在機鼻以上裝上了Wz. 1937觀察員機槍（英语：Karabin maszynowy obserwatora wz.37）的PZL.37「駝鹿」（英语：PZL.37 Łoś）中型轟炸機（英语：Medium bomber）。

## 流行文化

### 电影
- 1970年—《戰略大作戰》

### 电子遊戲
- 2014年—《敵軍前線》：命名為「WZ.28」。
- 2021年—《應徵入伍》：軸心國付費小隊。

## 資料來源
1. ↑  Bishop, Chris (1998). The Encyclopedia: Weapons of World War II. New York: Barnes & Noble Inc. ISBN 0-7607-1022-8, p. 239
2. 1 2 3  Robert R. Hodges, Jr., The Browning Automatic Rifle. Weapon Series. Osprey Publishing, 2012, 9781849087612. p. 18

## 外部連結
- （简体中文）—D boy Gun World（槍炮世界）—B.A.R.——wz.1928轻机枪 （页面存档备份，存于）